# Lâm Chí Dĩnh
Lâm Chí Dĩnh (sinh ngày 15 tháng 10 năm 1974) là nam ca sĩ, diễn viên, tay đua xe công thức 1 chuyên nghiệp Đài Loan.

## Sự nghiệp

### Lĩnh vực giải trí
Năm 1991, khi mới 17 tuổi. Lâm Chí Dĩnh tham gia vào lĩnh vực giải trí. Một năm sau, anh đã trở nên nổi tiếng khi album ca nhạc đầu tiên được tung ra, Not Every Long Song Have Sweet Memories. Tên tuổi của Lâm Chí Dĩnh bắt đầu được biết đến rộng rãi. Với biệt danh "Little Whirlwind - Cơn Lốc Nhỏ", anh còn được mệnh danh là một trong 4 "Tiểu Thiên Vương" ở Đài Loan.
Sau đó, anh tiếp tục phát hành 13 albums riêng, chung, với nhiều bản đặc biệt. Cùng với những hoạt động trong âm nhạc, Lâm Chí Dĩnh còn tham gia đóng nhiều phim điện ảnh và truyền hình, người đại diện cho nhiều thương hiệu lớn. Trong khoảng thời gian ca hát, anh đã đoạt được nhiều giải thưởng lớn, nhỏ khác nhau.
Năm 1994, khi đang ở trên đỉnh cao của sự nghiệp. Lâm Chí Dĩnh nhận được yêu cầu phải nhập ngũ. Tháng 10 cùng năm, anh nhập ngũ cùng với nhiều thanh niên khác cùng tuổi.
Năm 1996, sau 2 năm vắng bóng, Lâm Chí Dĩnh trở lại làng giải trí. Một thời gian sau, anh đã mở 1 công ty riêng cho mình lấy tên: "Jimmy Creative", đã phát hành 5 albums của anh với nhãn hiệu "Forward." Album đáng chú ý nhất là Scarecrow (1999). Sau album Going For A Walk (2000), Lâm Chí Dĩnh tập trung vào lĩnh vực truyền hình. Từ năm 2000 trở đi, anh không tiếp tục phát hành album mới nhưng vẫn thường xuyên góp mặt trong nhiều hoạt động âm nhạc. 

### Tay đua chuyên nghiệp
Năm 1997, Lâm Chí Dĩnh quyết định tiến hành ước mơ của anh, trở thành 1 tay đua xe. Trong 1 cuộc đua năm đó, anh đã gặp tai nạn và suýt mất mạng. Vài giây sau khi Lâm Chí Dĩnh ra được khỏi xe thì chiếc xe đã bốc nổ. Đến hôm nay, anh đã là một trong 10 tay đua đứng đầu Trung Quốc. Năm 2005, Lâm Chí Dĩnh ký hợp đồng với hãng Hong He, hãng đua xe đứng đầu Trung Quốc. Anh đang được huấn luyện bởi huấn luyện viên hàng đầu: Ma Jun Kun. Lâm Chí Dĩnh hy vọng một ngày nào đó anh sẽ trở thành tay đua xe công thức 1 chuyên nghiệp. Và anh đã làm được.

### Hoạt động khác
Ngoài việc tham gia lĩnh vực giải trí và đua xe, Lâm Chí Dĩnh còn tham gia kinh doanh với nhãn hiệu thời trang "JR" (Jimmy Racing) - kinh doanh những sản phẩm từ kính mát tới đồ tắm. Anh còn làm người đại sứ đại diện cho nhiều thanh thiếu niên và các cuộc vận động của chính phủ, ở Đài Loan và nhiều nơi khác. Ngày 17 tháng 10 năm 2003, Lâm Chí Dĩnh được chính quyền bang San Francisco trao tặng giải "International Outstanding Youth Award" (Người trẻ tuổi xuất sắc nhất thế giới). Anh là người Hoa đầu tiên trong lịch sử đã nhận được giải thưởng này. Anh còn tham gia hàng loạt các buổi từ thiện cho trường học, làm đại sứ giao thông, tham gia nhiều chương trình từ thiện công cộng.

## Đời tư
Ngày 22 tháng 7 năm 2022, Lâm Chí Dĩnh và con trai gặp tai nạn giao thông ở Đài Loan.  Vụ tai nạn giao thông xảy ra vào khoảng 11 giờ trưa (giờ Trung Quốc). Chiếc xe đắt tiền của Lâm Chí Dĩnh lập tức bốc cháy sau khi va chạm vào trụ điện. Người dân qua đường nhanh chóng ứng cứu, đưa hai cha con Lâm Chí Dĩnh ra ngoài. Trên xe vào thời điểm xảy ra tai nạn có Lâm Chí Dĩnh và con trai. Theo thông tin từ bác sĩ điều trị cho Lâm Chí Dĩnh, nam diễn viên bị chấn thương sọ não, vỡ xương vùng vai và mặt sau cú va chạm.

## Album phòng thu
- Flying (2012-Bài hát chủ đề trong phim Flying With You)
- You Are The One
- Color
- Celebrate Youth (2010-Thế vận hội trẻ châu Á lần thứ 16)
- kaname madoka (2010)
- Black (2010)
- My Lucky Star (2007)
- Jimmy F1ght (2006)
- Best of Jimmy Lin (2004)
- Go for a walk (2000)
- Scarecrow (1999)
- Before dawn breaks (1998)
- I am still myself (1997)
- Men are easily deceived (1997)
- Expect (1996)
- Dream is ahead ā1995)
- Saying goodbye to yesterday (1994)
- Goodbye my friend (1994)
- Fiery Heart (1994)
- Thinking of You (1993)
- Why am I always hurt (1992)
- Summer Of '92 (1992)
- Not every love song has fond memories (1992)

## Sự nghiệp diễn xuất

### Phim
| Năm  | Tên phim                                                                     | Vai diễn                         | Định dạng                 |
| ---- | ---------------------------------------------------------------------------- | -------------------------------- | ------------------------- |
| 1992 | Chuyện tình cúp cua (To miss with love)                                      | Lâm Chí Dĩnh                     |                           |
| 1993 | Tân lưu tinh hồ điệp kiếm (Butterfly sword)                                  | Diệc Hữu                         | -                         |
| 1993 | Thần Kinh Đao và Phi Thiên Miêu (Flying Dagger)                              | Hàn Lâm                          | -                         |
| 1993 | Thủ đoạn cua trai (Boys are easy)                                            | Trình Tiểu Bắc                   | -                         |
| 1993 | Gia tộc quỷ răng hô (Vampire family)                                         |                                  | -                         |
| 1993 | Anh Hùng Đường Cùng (End of the Road)                                        | Tiểu Đinh                        | Phim điện ảnh             |
| 1994 | Granpa's Love                                                                | Giang Hành Kiện                  |                           |
| 1994 | Thiếu lâm tiểu tử (Shaolin Popey)                                            | Shao Ting                        | -                         |
| 1994 | Lớp trưởng báo cáo (No Sir 3)                                                | Lâm Tiểu Dĩnh                    | -                         |
| 1995 | Bá vương học đường (School days)                                             | Hứa Chí Hạo                      | -                         |
| 1996 | Bốn chàng trai bất phàm (Forever friends)                                    |                                  | -                         |
| 1999 | Tuyệt Đại Song Kiều (Đao kiếm vô tình - The legendary siblings)              | Tiểu Ngư Nhi                     | Phim truyền hình (40 tập) |
| 1999 | Thiên Ngoại Phi Tiên (Heavenly Legend)                                       | Mặc Tăng                         | -                         |
| 1999 | Hiệp Đạo Truyền Kỳ (Chivalrous Legend)                                       | Liêu Thiêm Đinh                  | -                         |
| 1999 | Chữ Đỏ                                                                       | A Hổ                             | Phim điện ảnh             |
| 2001 | Lục Tiểu Phụng: Quyết Chiến Tiền Hậu                                         | Lục Tiểu Phụng                   | Phim truyền hình (20 tập) |
| 2001 | Truyền thuyết bảo liên đăng (Legend Of Heaven And Earth Magic Lotus Lantern) | Trầm Hương                       | Phim truyền hình (20 tập) |
| 2002 | Tuyệt Đại Song Kiều (Long hổ phá thiên môn)                                  | Tiểu Ngư (Con trai Tiểu Ngư Nhi) |                           |
| 2002 | Tề Thiên Đại Thành Tôn Ngộ Không (The Monkey King)                           | Na Tra                           | Phim truyền hình (35 tập) |
| 2003 | Thiên Long Bát Bộ                                                            | Đoàn Dự                          | Phim truyền hình (40 tập) |
| 2004 | Tình yêu đại doanh gia (I Love How You Love Me)                              | Đỗ Hằng Phong                    | Phim truyền hình          |
| 2004 | Thư Kiếm Tình Hiệp - Liễu Tam Biến (Love Of A Swordsman)                     | Liễu Tam Biến                    | Phim truyền hình (33 tập) |
| 2005 | Liêu Trai (Phần Tiểu Thúy)                                                   | Vương Nguyên Phong               | Phim truyền hình (36 tập) |
| 2005 | Trận chiến sinh tử (Brother)                                                 | Trần Uý Tổ                       | Phim điện ảnh             |
| 2007 | Sợi dây chuyền định mệnh (My lucky star)                                     | Trọng Thiên Kỳ                   | Phim truyền hình (27 tập) |
| 2007 | Huyền thoại kiếp yêu tinh (Strange Tales Of Liao Zhai)                       | Vương Nguyên Phong               | Phim truyền hình (36 tập) |
| 2009 | Thiếu Lâm Tự truyền kỳ 2 (A Legend Of Shaolin Temple 2)                      | Lý Thế Dân                       | Phim truyền hình (46 tập) |
| 2010 | Nhật ký xem mặt của công chúa độc thân (Single Princess And Blind Dates)     | Kỉ Phàm                          | Phim truyền hình (28 tập) |
| 2011 | Người Tình Cầu Vồng (Rainbow Sweetheart)                                     | Thiệu Phong                      | Phim truyền hình (30 tập) |
| 2011 | Thiên thần tốc độ (Speed Angels)                                             | Joe                              | Phim điện ảnh             |
| 2012 | Nếu anh là em (If I Were You)                                                | Thiện Dân                        | Phim điện ảnh             |
| 2012 | Bay cùng em (Flying with you)                                                | Hứa Dật Phàm                     | Phim điện ảnh             |
| 2014 | Bố ơi, mình đi đâu thế?                                                      |                                  | Phim điện ảnh             |
| 2015 | Kỳ ảo mạo hiểm vương - Thập nguyệt thiên sứ (City Hunter)                    | Hà Tiếu                          | Phim truyền hình (42 tập) |
| 2015 | Kì nghỉ của bố (Emperor's Holidays)                                          | Jimmy Lin                        | Phim điện ảnh             |

### Lồng tiếng
Legend of Chinese Titans (2012), vai Khương Tử Nha

### Nhạc kịch
Kỵ sĩ ánh sao (2008-2009)

## Chương trình truyền hình
- Nhà diễn thuyết đại tài - mùa 1 (2013, An Huy TV)
- Bố ơi, mình đi đâu thế? - mùa 1 (2013, Hồ Nam TV)
- Nhà diễn thuyết đại tài - mùa 2 (2014, An Huy TV)
- Tay đua cừ khôi (2015, Chiết Giang TV)
- Chúng ta mười bảy tuổi (2016, Chiết Giang TV)
- 24 giờ (2017, Chiết Giang TV)
- Anh trai vượt mọi chông gai - mùa 3 (2023, Hồ Nam TV)[4]